# Abtei Mariendonk

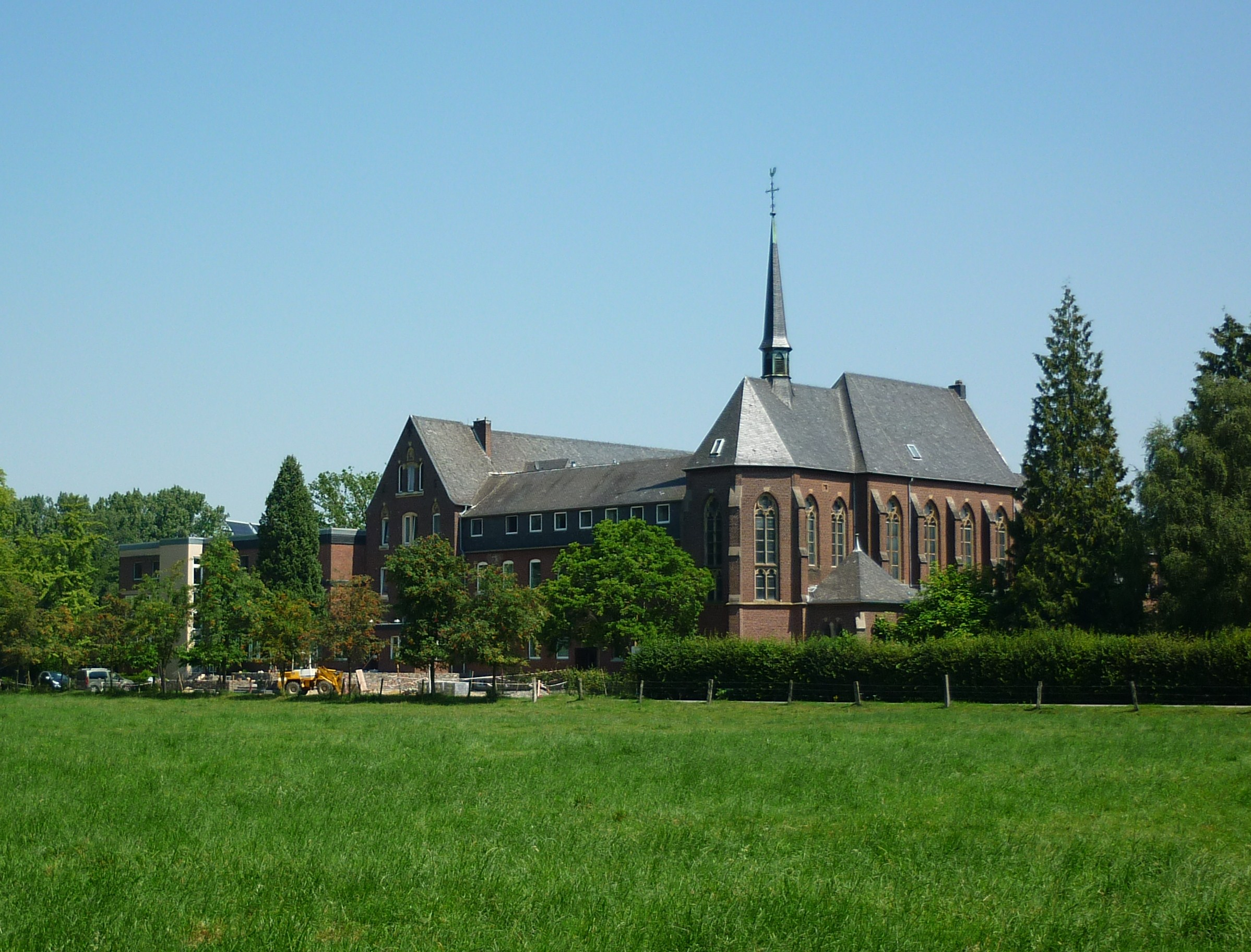
Außenansicht der Abtei Mariendonk

Die Abtei Mariendonk ist ein Benediktinerinnenkloster der Beuroner Kongregation in Grefrath, Ortsteil Mülhausen, bei Kempen im Bistum Aachen.

## Geschichte

### Gründung
Die Gründung des Klosters Mariendonk an der Grenze der Kreise Viersen und Kleve ist eng mit der allgemeinen Geschichte des ausgehenden 19. Jahrhunderts, insbesondere dem Kulturkampf, verbunden. Für die Klöster war vor allem das „Gesetz, betreffend die geistlichen Orden und ordensähnlichen Kongregationen der katholischen Kirche“ von 1875 entscheidend, denn in ihm wurden alle Klöster in Preußen aufgelöst, mit Ausnahme derer, die sich der Krankenpflege widmeten. Viele aufgelöste Gemeinschaften gründeten sich daher in den Niederlanden neu, unter anderem auch die Benediktinerinnen von der ewigen Anbetung aus dem Kloster Bonn-Endenich, die nach Driebergen bei Utrecht übersiedelten.
Dennoch hatte in dieser Zeit die klösterliche Lebensform große Anziehungskraft auf junge Frauen und auch die Gemeinschaft in Driebergen wuchs sehr schnell. Nach dem Ende des Kulturkampfes erfuhren die dortigen Nonnen bald, dass in der Nähe von Kempen Johanna Stieger (1848–1904) bereit sei, ein Grundstück zur Verfügung zu stellen sowie Geld zum Bau eines Klosters zu spenden. Am 23. Oktober 1900 kam die neue Priorin, Mutter Ursula Kleberg, und errichtete mit 22 Schwestern aus Driebergen ein Kloster der Benediktinerinnen von der ewigen Anbetung unter dem Patrozinium St. Maria. Um eine materielle Grundlage zu schaffen und die Ernährung der Gemeinschaft zu sichern, wurde bald mit dem Aufbau einer kleinen Landwirtschaft begonnen. Die Stickerei, die die Schwestern auch betrieben, brachte nur gelegentlich Einnahmen, und die Hostienbäckerei entwickelte sich seit 1914 nur langsam. Am Ende des Ersten Weltkrieges lebten etwa 40 Nonnen in Mariendonk. Die Gründungspriorin, Mutter Ursula Kleberg, führte weiterhin die Gemeinschaft.
Mit der Auflage, für das Militär Näh- und Stickarbeiten zu übernehmen, wurde das Kloster im Zweiten Weltkrieg nicht geschlossen, jedoch wurden größere Bereiche des Hauses zu Soldaten- und später zu Flüchtlingsunterkünften erklärt. Auch ausgebombte Nachbarsfamilien fanden hier Zuflucht. 1946 fand die Wahl von Sr. Felicitas Berg zur Priorin statt. Sie konnte auf Wunsch der Gemeinschaft und nach gründlicher Vorbereitung durch den Spiritual P. Hermann Keller, Beuron (Spiritual von 1946 bis 1970), die Umwandlung von einem Priorat  zu einer Abtei vollziehen.

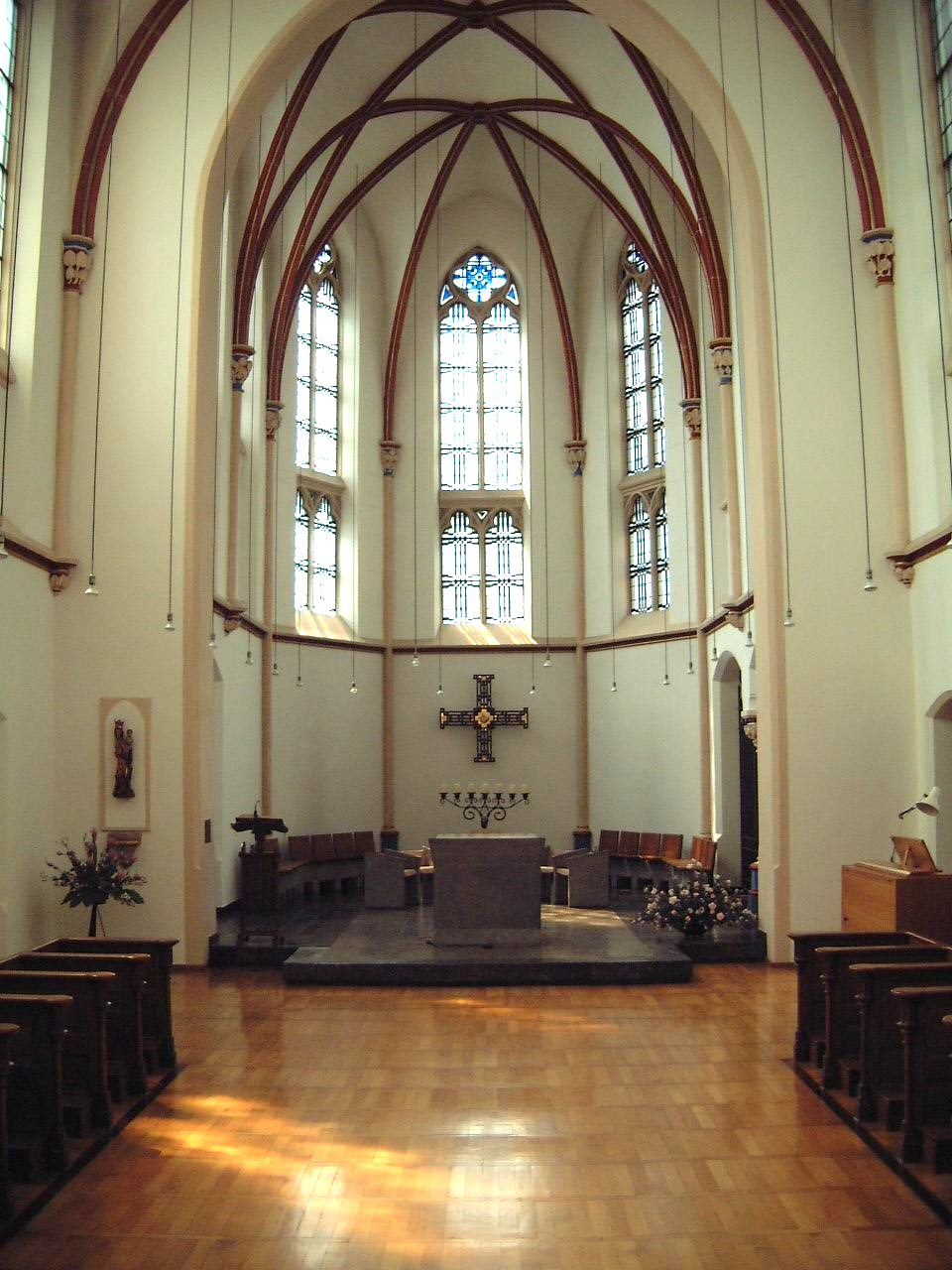
Kirche der Abtei Mariendonk

## Abtei Mariendonk
Im Jahre 1948 erfolgte die Bestätigung der neuen Konstitutionen durch den Heiligen Stuhl und die Erhebung zur Abtei. Am 24. Juni wurde die bisherige Priorin Felicitas Berg zur ersten Äbtissin geweiht. Die Abtei wählte den Namen Mariendonk. Eine Donk ist ein erhöhter Platz in einer Sumpflandschaft, hier insbesondere der Niersaue. Am 24. Oktober 1950 erfolgte die Weihe der Klosterkirche und die Benediktion der ebenfalls umgebauten Krypta.
Ab 1953 begannen die Nonnen mit der eigenen landwirtschaftlichen Bearbeitung der zur Abtei gehörenden Felder. Zwei Schwestern wurden zu Landwirtschaftsmeisterinnen ausgebildet, die gemeinsam mit P. Hermann Keller OSB, dem die wirtschaftliche Unabhängigkeit des Konvents ein großes Anliegen war, weitere Schwestern anleiteten. 1993 musste die Landwirtschaft eingestellt werden, da die Arbeit von den Schwestern nicht mehr zu leisten war. Geblieben ist der Obst- und Gemüseanbau für den eigenen Bedarf. 1961 war die Errichtung des dringend notwendigen Neubaus mit Bibliothek, Gästezimmern sowie Arbeitsräumen für die Stickerei und der als neuen Arbeitsbereich hinzugekommenen Weberei beendet. Der Neubau bot auch mehr Raum für die wissenschaftliche Arbeit an der altlateinischen Bibel, der sogenannten Vetus Latina. Die Klosterbibliothek gehört als wissenschaftliche Bibliothek der Arbeitsgemeinschaft Katholisch-Theologischer Bibliotheken (AKThB) an.

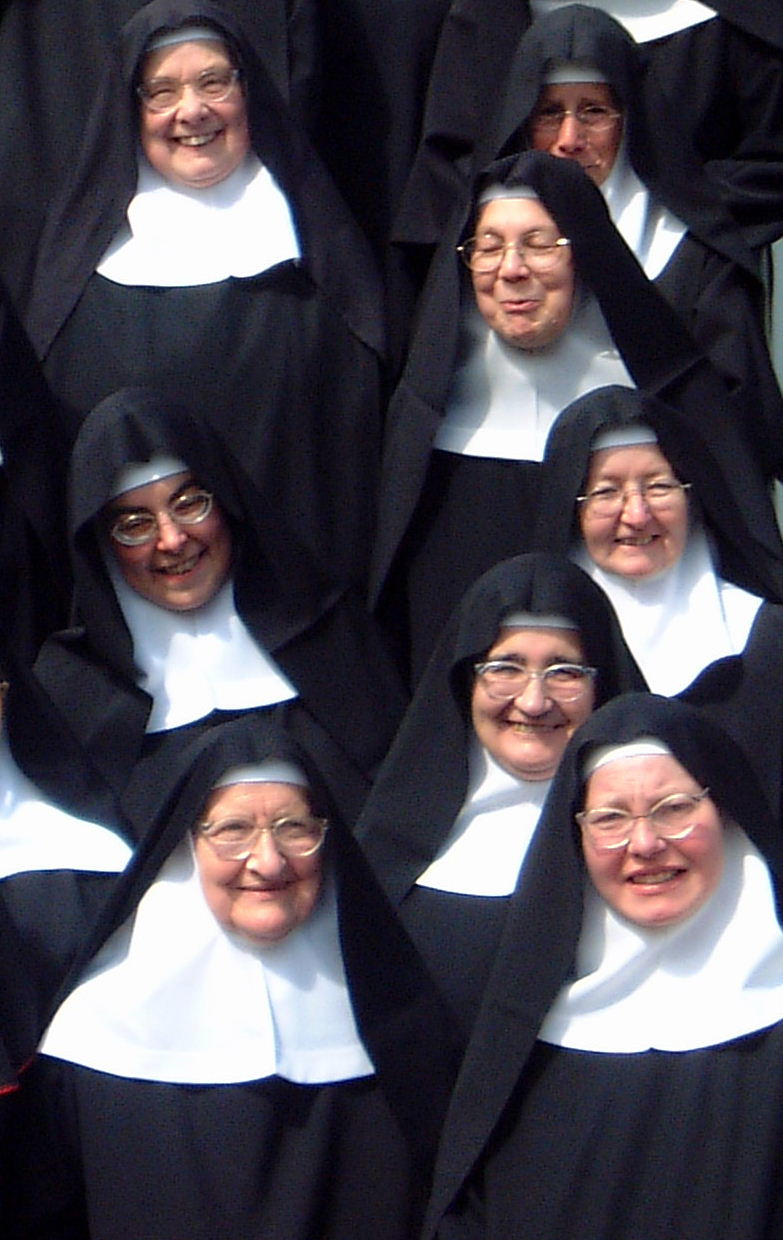
Nonnen der Abtei Mariendonk

Die durch das Zweite Vatikanische Konzil kirchenrechtlich mögliche volle Eingliederung der Laienschwestern in den Konvent wurde 1968 vollzogen; die Aufhebung der Trennung von Laien- und Chorschwestern war jedoch bereits seit langem ein Wunsch eines großen Teiles des Konvents gewesen.
Nach dem altersbedingten Rücktritt von Mutter Felicitas Berg wurde Sr. Luitgardis Hecker 1982 zur Äbtissin (1981–2005; † 2021) geweiht. Unter ihrer Leitung wurde 1984 die Gästekapelle umgestaltet, sodass Gäste nun gemeinsam mit dem Konvent an der Heiligen Messe und dem Chorgebet teilnehmen können. Die Teilnahme der Gäste an der Liturgie war ein großes Anliegen der Gemeinschaft. Deshalb wurde auch sehr bald nach Ende des Zweiten Vatikanischen Konzils entschieden, den Gottesdienst in deutscher Sprache zu feiern.
Nach der ersten Promotion einer Mariendonker Schwester im Fach Theologie und Altes Testament und bedingt durch die schwere Erkrankung und den Tod des letzten Spirituals P. Bonifatius Fischer OSB übernahmen die Schwestern mehr und mehr die Aufgabe der theologischen Wissensvermittlung selbst. Seitdem finden konventsinterne Weiterbildungen statt. Ab 1990 begann die Mitarbeit von Mariendonker Schwestern an einer zweisprachigen Ausgabe der Kirchenväter, der Fontes christiani, sowie die Intensivierung der Seelsorge und der theologischen Weiterbildung für Gäste in Form von Vorträgen, Bibelgesprächen und Exerzitien. 1992 wurden Patristikkurse für Ordensmitglieder eingerichtet.
Im Juli 2005 wurde Christiana Reemts zur Äbtissin geweiht, nachdem Mutter Luitgardis Hecker aus Altersgründen resignierte. Während im Jahr 2012 noch insgesamt 34 Schwestern zum Konvent gehörten, zählt die Gemeinschaft heute noch 18 Schwestern mit ewiger und eine Schwester mit zeitlicher Profess sowie eine Klaustraloblatin.

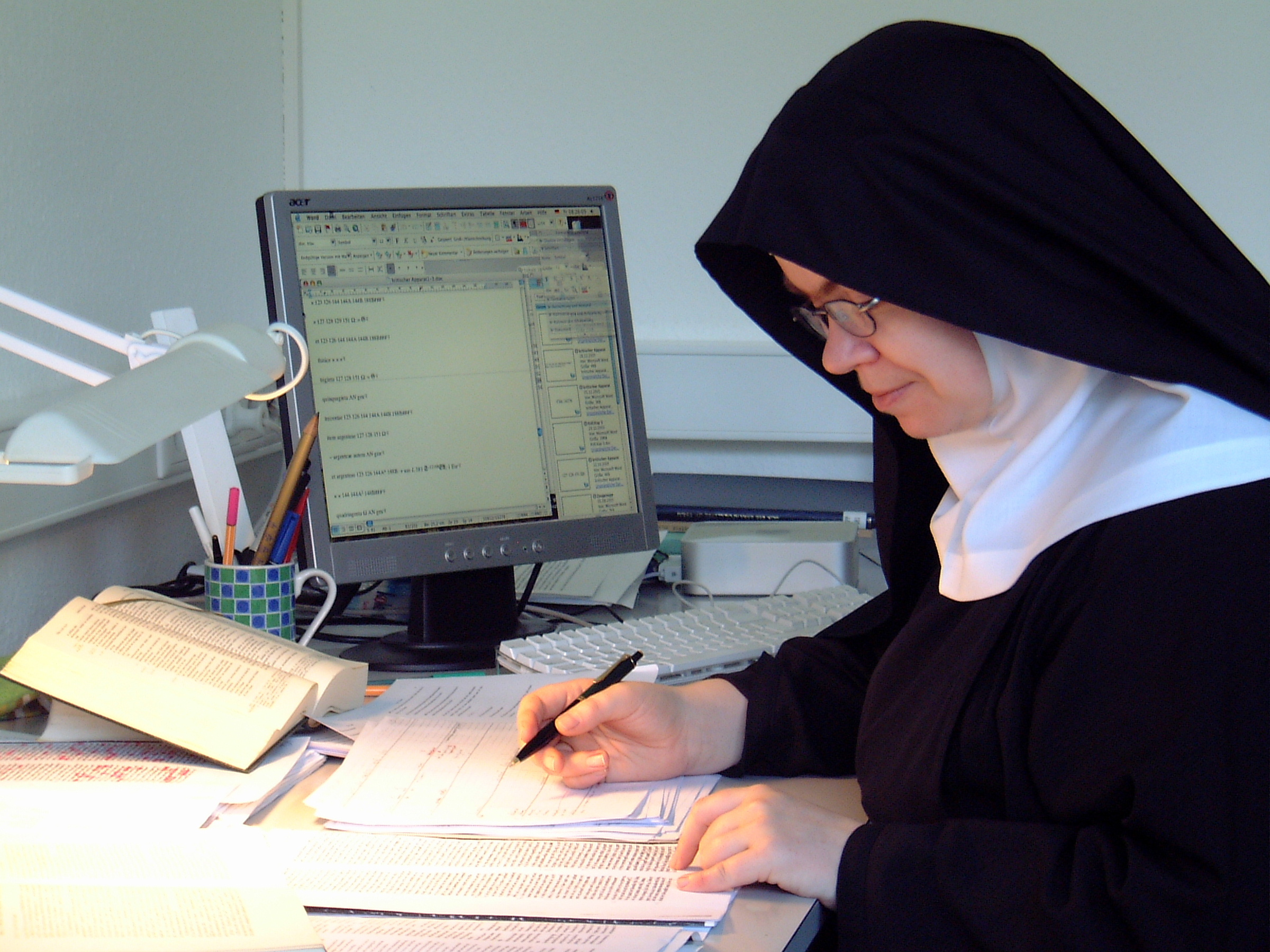
Schwester bei der Arbeit am Vetus-Latina-Projekt

Schwestern der Abtei arbeiten zurzeit an folgenden wissenschaftlichen Projekten mit:
- der Reihe „Biblische Gestalten bei den Kirchenvätern“, angebunden an das Dölger-Institut, Bonn
- Edition der Vetus Latina
- Novum Testamentum Patristicum (NTP)

## Äbtissinnen
- Felicitas Berg, zuerst Priorin, erste Äbtissin der neuen Abtei (1948–1982)
- Luitgardis Hecker, (1982–2005)
- Christiana Reemts, seit 2005

## Spiritualität
Für die Spiritualität der Gemeinschaft von Mariendonk ist seit vielen Jahrzehnten das Schriftverständnis der Kirchenväter ein besonderer Schwerpunkt. Neben den Lesungen aus der Bibel sind ihre Bibelkommentare die einzigen Texte, die in der Matutin des Stundengebets gemeinsam gehört werden. Einzelne Schwestern haben auch wissenschaftliche Arbeiten zu Origenes und anderen Kirchenvätern veröffentlicht. Herausragend unter den Veröffentlichungen ist die wissenschaftliche Buchreihe Die Psalmen bei den Kirchenvätern, die bisher drei Bände umfasst und in der theologischen Literatur einzigartig ist.

## Klosterbetriebe
Die Paramentenwerkstätten in Mariendonk haben eine lange Tradition: seit Jahrzehnten werden in Handweberei, Handstickerei und Schneiderei Textilien vor allem für die Liturgie gefertigt. Zu den Arbeiten zählen u. a. Kaseln, Dalmatiken, Chormäntel und Stolen. Die Produkte bilden eine schöpferische Einheit aus edlem Material und kunsthandwerklichem Können und entstehen überwiegend auf Kundenwunsch. Auch Fahnen werden in Mariendonk gefertigt und restauriert. Die Weberei und Stickerei werden von den Schwestern als Meisterbetriebe geführt.
Die Abtei Mariendonk betreibt außerdem ein Gäste- und Seminarhaus. Es stehen insgesamt 14 Einzel- und Doppelzimmer mit einfacher bis gehobener, schlichter Ausstattung für Übernachtungsgäste zur Verfügung. Die Verpflegung erfolgt in Vollpension durch die hauseigene Klosterküche mit einfacher und ausgewogener Kost. Darüber hinaus finden regelmäßig Veranstaltungen und Seminare statt. Dazu zählen u. a. Ora et labora-Tage, Wander- und Fahrradexerzitien, theologische Fachvorträge, Besinnungstage und Meditationsabende, monatliche Bibelnachmittage, Gespräche zu christlicher Literatur sowie Lesungen und Konzerte. Außerdem können Gruppenveranstaltungen, z. B. für Firmlinge, mit Teilnahme an den Gebetszeiten und Gottesdiensten sowie Mitarbeit in Haus und Klostergarten unter Begleitung von Ordensschwestern organisiert werden.
Seit 2021 gibt es eine Kerzenwerkstatt, in der Kerzen aus wiederverwerteten Kerzenwachsresten und Bienenwachs handgefertigt werden. Die verschiedenen Kerzenmodelle werden meist saisonabhängig hergestellt, z. B. für Ostern oder die Advents- und Weihnachtszeit. Es befinden sich auch Figuren- und Motivkerzen sowie Kerzen für ganzjährige Dekoration im Sortiment. Im Jahr 2023 wurde das Angebot auf individualisierbare Anlasskerzen ausgeweitet. Es besteht seitdem die Möglichkeit, Kerzen zu besonderen Anlässen wie z. B. Taufe, Kommunion, Hochzeit oder Jubiläum weitgehend nach individuellen Wünschen in Mariendonk handverzieren zu lassen.

## Online-Shop und Klosterladen
Die Abtei Mariendonk betreibt einen Online-Shop, der vorwiegend in der eigenen Kerzenwerkstatt handgefertigte Kerzen aus Bienenwachs und wiederverwerteten Kerzenwachsresten anbietet. Das Sortiment umfasst auch Web-, Näh- und Stickprodukte der Paramentik, Einladungs- und Geschenkkarten, christliche Literatur von Schwestern oder unter Beteiligung von Schwestern der Abtei, religiöse Geschenke und Andenken sowie den hauseigenen und bereits 1927 patentierten Kräuteraperitif „Pulmonal“. Die Produkte können auch im Klosterladen der Abtei Mariendonk erworben werden. Gelegentlich bieten die Schwestern die Waren auch persönlich auf Märkten der Region an, z. B. auf den Weihnachts- und Handwerkermärkten in Kempen oder auf Märkten, die andere Klöster veranstalten.